# Coco Chanel (film 2009)
Coco Chanel (fr. Coco avant Chanel, 2009) − francuski film biograficzny w reżyserii Anne Fontaine, na podstawie książki francuskiej pisarki Edmonde Charles-Roux pt. L'Irrégulière.
Obraz miał swoją premierę we Francji 22 kwietnia 2009 r., w Polsce natomiast 26 czerwca 2009. Zdjęcia do filmu zrealizowane zostały m.in. w Deauville, Trouville-sur-Mer, Merville-Franceville-Plage, Cabourg, Le Pin-au-Haras.

## Opis fabuły
Ekranizacja książki Edmonde Charles-Roux, która znała osobiście Coco Chanel, skupia się na wczesnym etapie kariery Coco. Pokazuje Coco jako początkującą artystkę w Owernii, utrzymankę oficera kawalerii Étienne Balsana, prowincjuszkę stawiającą pierwsze kroki w świecie paryskiej socjety i projektantkę stopniowo odnoszącą sukces. Duże znaczenie ma wątek miłości do tragicznie zmarłego Anglika, Boya Capela. W filmie drobiazgowo odtworzono plenery, wnętrza i, przede wszystkim, ubrania z epoki.

## Obsada
- Audrey Tautou jako Coco Chanel
- Benoît Poelvoorde jako Étienne Balsan
- Alessandro Nivola jako Arthur 'Boy' Capel
- Marie Gillain jako Adrienne, siostra Coco Chanel (Adrienne w rzeczywistości była ciotką Coco Chanel)
- Emmanuelle Devos jako Émilienne d'Alençon

i inni